# Sarrecave
Sarrecave é uma comuna francesa na região administrativa de Occitânia, no departamento de Alta Garona. Estende-se por uma área de 2,49 km². Em 2010 a comuna tinha 78 habitantes (densidade: 31,3 hab./km²).